# NGC 1546

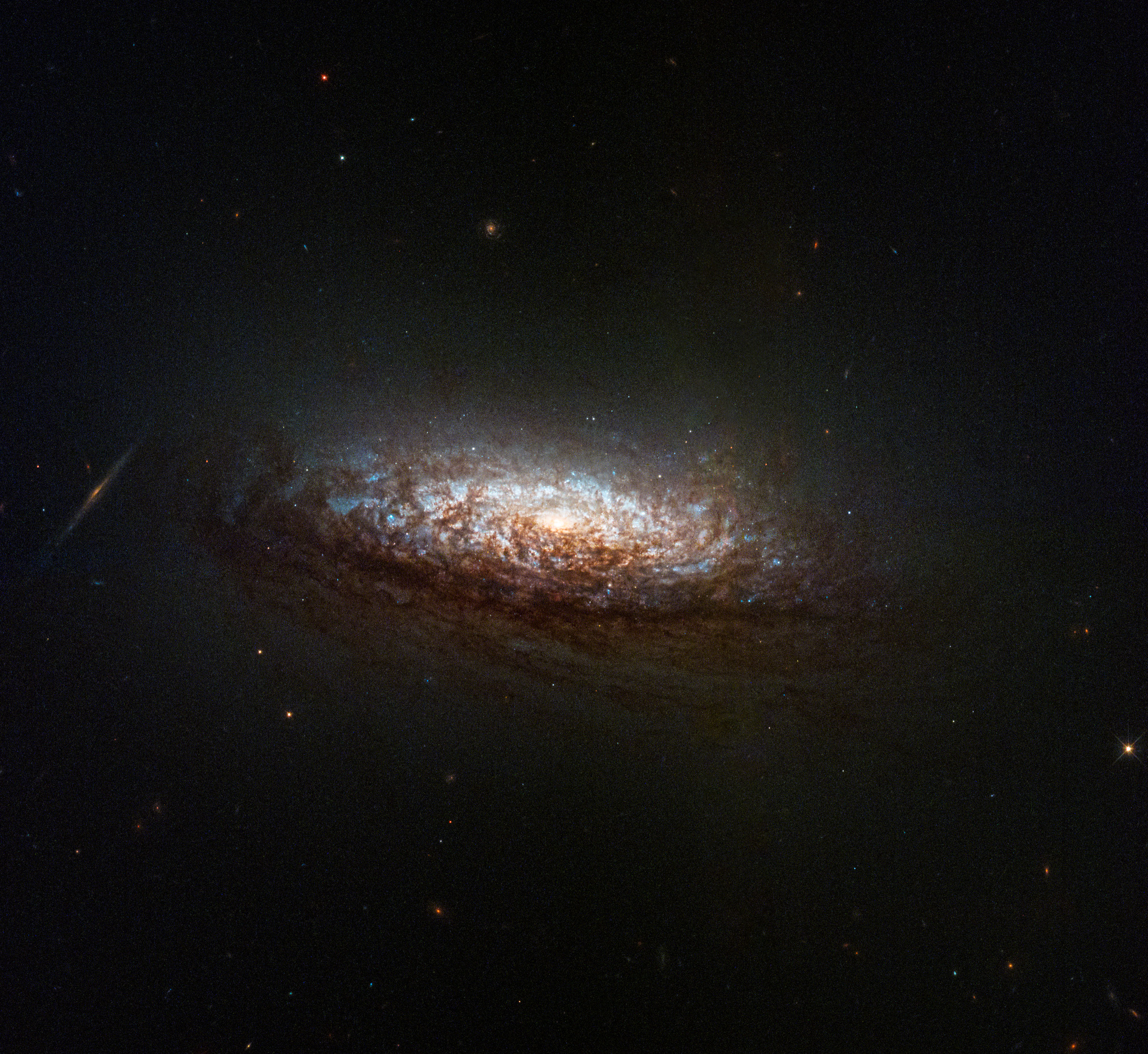
NGC 1546 imagée par le télescope spatial Hubble (2024).

NGC 1546 est une galaxie spirale située dans la constellation de la Dorade. NGC 1546 a été découverte par l'astronome britannique John Herschel en 1834.

## Caractéristiques
La classe de luminosité de NGC 1546 est III et elle présente une large raie HI. Elle renferme également des régions d'hydrogène ionisé.
Le professeur Seligman est le seul à classer cette galaxie comme une spirale. Avec ses lignes de poussière, elle présente les caractéristiques d'une galaxie spirale et on croit percevoir la présence d'au moins un bras sur l'image du télescope spatial Hubble. La classification de galaxie spirale semble mieux décrire cette galaxie.

### Distance
Sa vitesse par rapport au fond diffus cosmologique est de 1 271 ± 14 km/s, ce qui correspond à une distance de Hubble de 18,7 ± 1,3 Mpc (∼61 millions d'al).
À ce jour, cinq mesures non basées sur le décalage vers le rouge (redshift) donnent une distance de 15,870 ± 4,765 Mpc (∼51,8 millions d'al), ce qui est à l'intérieur des valeurs de la distance de Hubble. Notons cependant que c'est avec la valeur moyenne des mesures indépendantes, lorsqu'elles existent, que la base de données NASA/IPAC calcule le diamètre d'une galaxie et qu'en conséquence le diamètre de NGC 1546 pourrait être d'environ 30,4 kpc (∼99 200 al) si on utilisait la distance de Hubble pour le calculer.

### Luminosité dans l'infrarouge
La luminosité de la galaxie NGC 1546 dans l'infrarouge lointain (de 40 à 400 µm)  est égale à 5,89 × 109 {\displaystyle L_{\odot }} (109,77{\displaystyle L_{\odot }}) et sa luminosité totale dans l'infrarouge (de 8 à 1 000 µm) est de 6,31 × 109 {\displaystyle L_{\odot }} (109,80{\displaystyle L_{\odot }}).

## Groupe de NGC 1566 et groupe de la Dorade
Selon une étude publiée en 2005 par Kilborn et al., NGC 1546 fait partie du groupe de NGC 1566. Ce groupe comprend au moins 23 autres galaxies dont IC 2049, NGC 1536, NGC 1543, NGC 1533, IC 2038, IC 2058, IC 2032, NGC 1566, NGC 1596, NGC 1602, NGC 1515, NGC 1522, IC 2085, NGC 1549, NGC 1553, NGC 1574, NGC 1581, NGC 1617. Le groupe de NGC 1566 fait partie d'un groupe plus vaste, le groupe de la Dorade.
A.M Garcia place aussi cette galaxie dans un groupe plus restreint de 5 galaxies auquel il donne aussi le nom de groupe de NGC 1553. Toutes les galaxies du groupe de NGC 1553 de Garcia font aussi partie du groupe plus vaste de Kilborn et al. Voir l'article détaillé du groupe de la Dorade pour plus de détails.